# Шкопау
Шкопау (њем. Schkopau) општина је у њемачкој савезној држави Саксонија-Анхалт. Једно је од 29 општинских средишта округа Зале. Према процјени из 2010. у општини је живјело 11.585 становника. Посједује регионалну шифру (AGS) 15088330, NUTS (DEE0B) и LOCODE (DE SKO) код.

## Географски и демографски подаци
Шкопау се налази у савезној држави Саксонија-Анхалт у округу Зале. Општина се налази на надморској висини од 98 метара. Површина општине износи 99,7 km². У самом мјесту је, према процјени из 2010. године, живјело 11.585 становника. Просјечна густина становништва износи 116 становника/km².